# Archibald Leitch

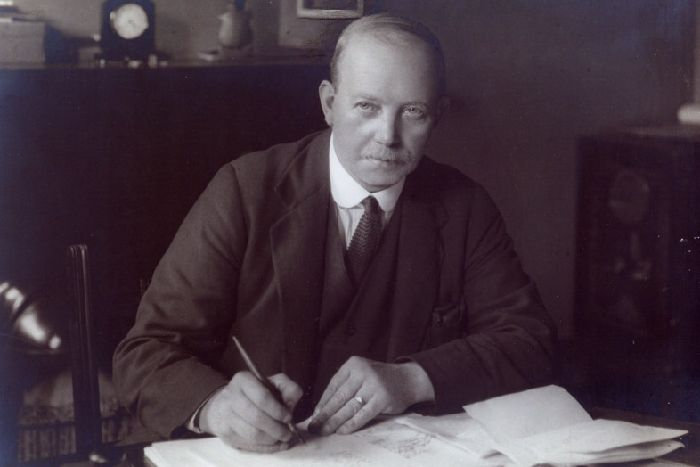
Archibald Leitch in 1924

Archibald "Archie" Leitch (Glasgow, 27 april 1865 - Londen, 25 april 1939) was een Schots architect, die het meest bekend is geworden door het ontwerpen van voetbalstadions in het Verenigd Koninkrijk en Ierland.

## Vroege werk
Leitch begon zijn loopbaan als architect met het ontwerpen van fabrieken in zijn geboortestad Glasgow en het daar omliggende gebied Lanarkshire. Van deze periode is slechts een gebouw bewaard gebleven: de Sentinal Works in Jessie Street in Polmadie, een district net ten zuiden van het centrum van Glasgow. Dit gebouw staat op de Statutory List of Buildings of Special Architectural or Historic Interest met een A-rating.
Leitch begon met het ontwerpen van voetbalstadions toen hij gevraagd werd om het Ibrox Park te ontwerpen. Dit werd het nieuwe stadion van zijn favoriete voetbalclub Glasgow Rangers.

## Stadionontwerpen
De stadionontwerpen van Leitch werden in zijn beginperiode eerder als functioneel dan als elegant beschouwd en waren duidelijk beïnvloed door zijn eerdere werk in industriële gebouwen. Terugkerend waren zijn tribunes met twee verdiepingen met gekruiste stalen balustrades aan de voorkant van de bovenste verdieping. De tribunes werden afgedekt door een rij puntdaken waarvan het punt op het speelveld uitkomt. Het middelste deel van het dak is significant groter dan de andere delen en bevat een onderscheidend fronton.
Zijn eerste project in Engeland was het ontwerpen en bouwen van de John Street-tribune op Bramall Lane in Sheffield. Deze tribune bevatte 3000 zit- en 6000 staplaatsen. 
Zelfs na de Ibroxramp in 1902, toen 26 mensen stierven en 517 gewond raakten toen een deel van de tribune instortte, was Leitch populair. In de loop van de eerste vier decennia van de twintigste eeuw werd hij de belangrijkste voetbalarchitect van het Verenigd Koninkrijk. In totaal heeft hij tussen 1899 en 1939 meer dan twintig stadions gedeeltelijk of geheel gebouwd, allen in het Verenigd Koninkrijk en Ierland.
Veel van zijn werk is afgebroken voor vernieuwing, voornamelijk na het Taylorrapport in 1990 naar aanleiding van de Hillsboroughramp. In 2000 werd de Trinity Roadtribune afgebroken op Villa Park in Birmingham. Deze tribune werd beschouwd als Leitch' meesterwerk. De hoofdtribune en het paviljoen op Craven Cottage, de hoofdtribune op Tynecastle Stadium en de gevel van de hoofdtribune op Ibrox Stadium (de tribune is zelf vernieuwd) bestaan vandaag de dag nog steeds. Al deze gebouwen staan op de Statutory List of Buildings of Special Architectural or Historic Interest.

## Lijst van stadionontwerpen (selectie)
- Anfield, Liverpool
- Arsenal Stadium, Highbury, Londen
- Ayresome Park, Middlesbrough
- Bramall Lane, Sheffield
- Cardiff Arms Park, Cardiff
- Craven Cottage, Fulham, Londen
- Dalymount Park, Dublin
- Deepdale, Preston
- The Old Den, New Cross, Londen
- Dens Park, Dundee
- The Dell, Southampton
- Ewood Park, Blackburn
- De Double Deckertribune (The Kop), Filbert Street, Leicester
- Fratton Park, Portsmouth
- Goodison Park, Liverpool
- Hampden Park, Glasgow
- Home Park, Plymouth
- Ibrox Park, Glasgow
- Hillsborough Stadium, Sheffield
- Lansdowne Road, Dublin
- Leeds Road, Huddersfield
- Molineux, Wolverhampton
- Old Trafford, Trafford, Greater Manchester
- Park Avenue, Bradford
- Roker Park, Sunderland
- Rugby Park, Kilmarnock
- Saltergate, Chesterfield
- Selhurst Park, South Norwood, Londen
- Somerset Park, Ayr
- Stamford Bridge, Walham Green, Londen fulham
- Stark's Park, Kirkcaldy
- Twickenham Stadium, Twickenham, Londen
- Tynecastle Stadium, Edinburgh
- Valley Parade, Bradford (Midland Roadtribune en andere uitbreidingen)
- Villa Park, Birmingham
- West Ham Stadium, Custom House, Londen
- White Hart Lane, Tottenham, Londen

## Voorbeelden van Leitch' werk

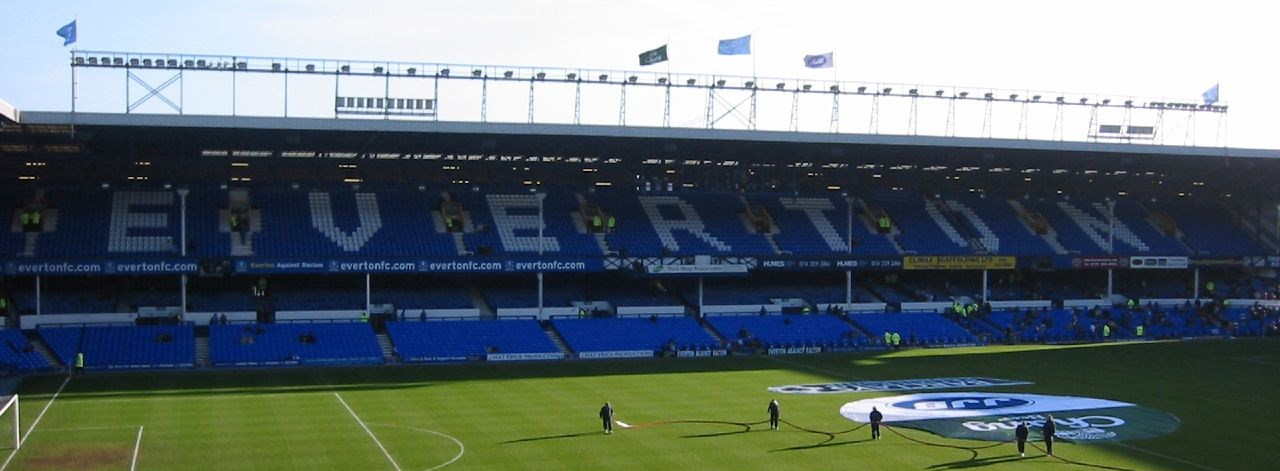
De dubbeldekker Mauretaniatribune (1926) op Goodison Park, het stadion van Everton FC
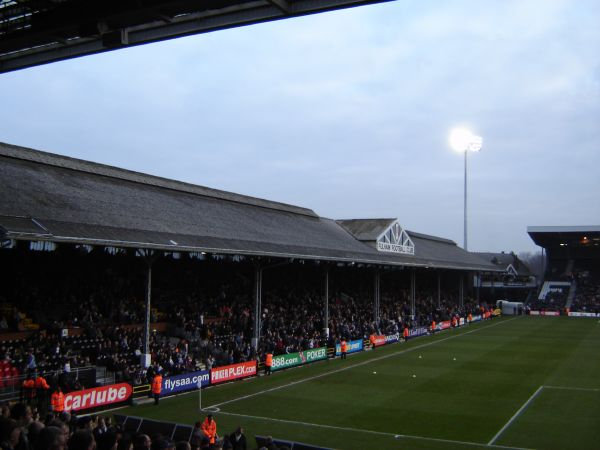
De Johnny Haynestribune op Craven Cottage, het stadion van Fulham Football Club
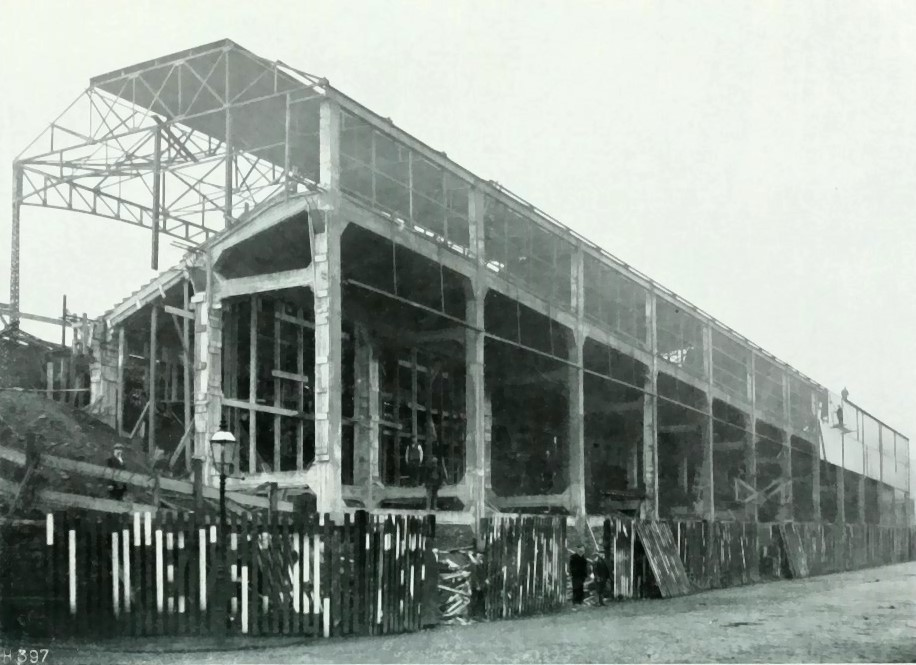
De Midland Roadtribune van Bradford City AFC bijna gereed in 1908
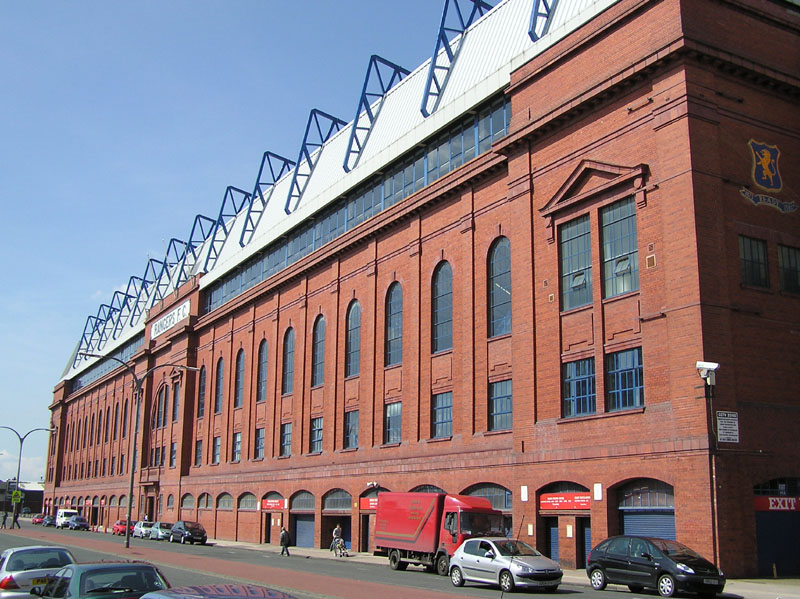
De Bill Struthhoofdtribune op Ibrox, het stadion van Rangers Football Club.

- International Standard Name Identifier: 0000 0001 2123 463X
- Library of Congress Control Number: nb2005007804
- SNAC: w6cj8wph
- Union List of Artist Names: 500275439
- Virtual International Authority File: 21661003
- WorldCat: E39PBJfx8k3hjcPxTmrf66Vt8C